# دیوید یلاند (بازیگر)
دیوید یلاند (انگلیسی: David Yelland؛ زادهٔ ۱ ژانویه ۱۹۴۷) یک هنرپیشه اهل بریتانیا است.

## فیلم‌شناسی
- دیوید کاپرفیلد (۱۹۷۴)
- Rumpole of the Bailey (۱۹۷۵–۷۹)
- ارابه‌های آتش (۱۹۸۱)
- Othello (۱۹۸۱)
- پوآرو (۱۹۸۹)
- شاهدخت کوچک (۱۹۸۶)
- The Line of Beauty (۲۰۰۶)
- The Life and Adventures of Nicholas Nickleby (۲۰۰۷)